# Liste schwäbischer Adelsgeschlechter/R

## R
| Name                                           | Stammsitz | Stand                                                                        | Anmerkungen zu Geschichte und Verbreitung | Mitgliedschaft in Adelsvereinigungen, Bündnissen oder Matrikeln | Links zu relevanten Bildergalerien | Wappen                          |
| ---------------------------------------------- | --- | ---------------------------------------------------------------------------- | --- | --- | --- | ------------------------------- |
| Raitenau                                       | Raitenau | Herren Grafen                                                                | Wolf Dietrich von Raitenau | | | Siebmacher                      |
| Rammingen                                      | Burg Rammingen |                                                                              | | Leitbracken | | Scheibler                       |
| Ramsberg                                       | Ramsberg | Ritter                                                                       | Mannesstamm erloschen 1550, ein Zweig waren die Herren von Rosenau | | | Scheibler                       |
| Herren von Ramschwag(Ramswag)                  | Burg Alt-Ramschwag in Häggenschwil kurz nach 1200 erbaut                                                             | St. Galler Dienstmannen (Ministeriale), Ritteradel im Dienste der Habsburger | Ritteradel aus St. Gallen, dort ehemals führende Stellung, dann im süddeutschen Raum, unter anderem Reichsvögte von Augsburg (späte 1280er Jahre), Besitzer von Großkemnat (Kaufbeuren) 1280 bis 1373; erloschen 1854 | | Ruine Alt-Ramschwag in Häggenschwil | abgeleitetes Ortswappen Nenzing |
| Ramstein                                       | Ramstein | Edelfreie                                                                    | | Leitbracken | | Ingeram Codex                   |
| Randegg                                        | Randegg | Reichsritter                                                                 | erwähnt seit 1214, im Mannesstamm erloschen 1520; Teilung 1310 in ältere Linie (Randegg, Gailingen) und jüngere Linie (Heilsberg mit Gottmadingen, Ebringen, Riedheim) | Leitbracken Sankt Jörgenschild | | Scheibler                       |
| Herren zu Rappoltstein                         | Rappoltstein |                                                                              | | Leitbracken | | Ingeram Codex                   |
| Rauch von Winnenden                            | Burg Maienfels als Ganerben mit Schott von Schottenstein, von Gültlingen, von Remchingen, von Freyberg, von Vellberg | Reichsritter                                                                 | | Leitbracken Kanton Kocher (1542–1564 als Ganerbe von Bönnigheim) Kanton Neckar (1548–1737) | | Siebmacher                      |
| Grafen von Rechberg Rechberg und Rothenlöwen   | Hohenrechberg | Ministeriale Herren Freiherren Reichsritter Grafen                           | 1179 Rehperc als stauffische Ministeriale; 1194 Marschall im Herzogtum Schwaben Mitte 13. Jhd. Teilung in die Linien „Unter den Bergen“ bis 1413 (Bargau, Bettringen, Rechberghausen) und „Auf den Bergen“ Letztere teilten sich wiederum in die Linien: Hohenrechberg (bis 1585) und Illereichen 1607 Erhebung in den Grafenstand, aber Verbleib in der Reichsritterschaft | Leitbracken Schwäbischer Bund Kanton Kocher (Hohenrechberg, Weißenstein, Donzdorf, Treffelhausen und Böhmenkirch, Kellmünz) Kanton Odenwald des Ritterkreis Franken                                                                                | Ratsitzung Graf Eberhard des Milden von Württemberg (regierte 1392–1417) Heinrich von Rechberg Nr. 16 und Gebhart von Rechberg Nr. 21 weitere Bilder hier | Ingeram-Codex Siebmacher        |
| Rechenberg                                     | Rechenberg (Stimpfach) oder Rechenberg bei Hohentrüdingen                                                            |                                                                              | | Leitbracken | | Ingeram-Codex                   |
| Regentsweiler                                  | Regentsweiler | Ministerialen                                                                | erwähnt 1220, erloschen im 15. Jh. | Leitbracken | | Scheibler                       |
| Reichlin von Meldegg                           | Fellheim | Reichsritter Freiherren                                                      | | Kanton Hegau (Hegau-Allgäu-Bodensee, Bezirk Allgäu-Bodensee wegen Amtzell (seit 1749) und Freudental) Kanton Donau (wegen Ellmannsweiler und Fellheim und Niedergundelfingen) Kanton Kocher (von 1683 bis 1746 wegen Horn, danach als Personalist) | | Siebmacher                      |
| Reischach                                      | Burg Burrach außerhalb von Reischach                                                                                 |                                                                              | | Leitbracken | | Scheibler Siebmacher            |
| Remchingen                                     | Remchingen | Ritter Freiherren                                                            | 1160–1779 | 1414–1488 Esel Leitbracken | |                                 |
| Renner von Allmendingen; Renner von Almedingen | Allmendingen | Herren                                                                       | Ursprünglich Überlinger bürgerliches Geschlecht; erwarben im 15. Jh. Allmendingen; begütert in Schelklingen: zwei Wappen am Rößle; stellten Nonnen im Kloster Urspring; später verbürgerlicht in Ehingen a. D. | | | Siebmacher                      |
| Truchseß von Rheinfelden                       | | Ministerialen der Grafen von Rheinfelden                                     | | Leitbracken | | Ingeram Codex                   |
| Richtenberg                                    | Burg Richtenberg (abgegangen bei Asperg)                                                                             |                                                                              | letztmals erwähnt 1477 | Leitbracken | | Scheibler                       |
| Riedheim                                       | Riedheim Rettenbach                                                                                                  | Ritteradelig Freiherren                                                      | Riedheim wurde Ende des 14. Jahrhunderts aufgegeben Stetten ob Lontal wurde 1307 erworben, Rettenbach 1440 und Harthausen 1570 | Leitbracken Kanton Donau | | Scheibler                       |
| Rinderbach                                     | Burg Rinderbach bei Schwäbisch Gmünd-Georgishof                                                                      | Patrizier Reichsritter                                                       | Schwäbisch Gmünder Patrizierfamilie | Kanton Kocher (1542–1603 wegen Horkheim) Kanton Odenwald des Ritterkreis Franken im 16. und 17. Jahrhundert | | Siebmacher                      |
| Rixingen                                       | Unterriexingen |                                                                              | erloschen 1560 | Leitbracken | | Scheibler                       |
| Roden                                          | Burg Schneggenroden bei Essingen oder Turmhügelburg Leinroden bei Leinroden                                          |                                                                              | bezeugt von 1293 bis 1515 | | | Neuer Siebmacher                |
| Roder, Röder (von Diersburg)                   | Burg Hohenrod, Burg Rodeck                                                                                           | Reichsritter, Freiherren seit 1709                                           | begütert in Ortenau, Elsass und Kraichgau; Diersburg (Or, seit 1455/63), Rohrburg (Or), Plobsheim (UE); Philipp Roeder von Diersburg | Leitbracken Kantonsbezirk Ortenau, Unterelsässische Ritterschaft | | Siebmacher Scheibler            |
| Roggenbach                                     | Burg Roggenbach | Freiherren                                                                   | begütert im Wiesental und Birstal | | | Becke-Klüchtzner                |
| Röhlingen                                      | Burg Röhlingen | Ministerialen des Klosters Ellwangen                                         | Stammesgenossen der Herren von Killingen, sie führten auch dasselbe Wappen | | |                                 |
| Rohr                                           | Wasserburg Rohr (Stuttgart-Vaihingen)                                                                                | Ritter                                                                       | Im 13. Jahrhundert erwähnt | | |                                 |
| Rohreck                                        | Burg Rohreck (Stuttgart-Rohracker)                                                                                   | Ritter                                                                       | Familienzweig derer von Bernhausen; im 14. Jahrhundert erloschen | | |                                 |
| Ronsberg                                       | Burg Ronsberg | Markgrafen                                                                   | Ehem. Herren von Ursin. 1212 im Mannesstamme erloschen. | | |                                 |
| Rosenberg                                      | Rosenberg | sanktgallische Ministerialen                                                 | Zweig der Herren von Rorschach, im 14. Jh. Pfandinhaber von Neuravensburg, erloschen Ende 15. Jh. | | | Scheibler                       |
| Rodt; Roth von Bußmannshausen                  | Bußmannshausen | Reichsritter                                                                 | Bischöfe von Konstanz mit Residenz in Meersburg: Marquard Rudolf von Roth (1689–1704), Franz Conrad von Roth (1750–1775), Maximilian Christoph von Roth (1775–1799) | Leitbracken Kanton Donau (seit 1434 mit Bußmannshausen, 1791 an die Freiherren von Hornstein verkauft) | | Siebmacher Scheibler            |
| Roth von Schreckenstein                        | |                                                                              | | | | Siebmacher                      |
| Rothenstein                                    | Burg Rothenstein | Herren                                                                       | 1180 als Dienstmannen des Stifts Kempten genannt; 1384 Erwerb der Herrschaft Grönenbach; 1482 ausgestorben:Güter gingen an die Pappenheimer | Leitbracken | Burgruine bei Bad Grönenbach | Scheibler                       |
| Rümlang                                        | Rümlang | Ritter                                                                       | im 15. Jh. im Raum Waldshut begütert (Gutenburg), letzte Erwähnung 1531 | | | Scheibler                       |
| Runs                                           | Rauns bei Waltenhofen                                                                                                |                                                                              | | Leitbracken | | Ingeram-Codex                   |